# بو كالاواي
بو كالاواي هو شخصية أعمال وسياسي أمريكي، ولد في 2 أبريل 1927 في لاغرانغ في الولايات المتحدة، وتوفي في 15 مارس 2014 في كولومبوس في الولايات المتحدة بسبب نزف مخي. نشط حزبياً في الحزب الجمهوري والحزب الديمقراطي. وقد انتخب رئيس حزب Colorado Republican Party ‏ (1981 – 1987) وانتخب عضو مجلس النواب الأمريكي عن دائرة Georgia's 3rd congressional district ‏ (3 يناير 1965 – 3 يناير 1967).